# 馮青島
馮青島（1989年9月12日—），網名Mixi，越南網路紅人、YouTuber。